# Criollo Petjo
Petjo, también conocido como Petjoh, Petjok, Pecok, o Petjoek es una lengua criolla de base neerlandesa que se originó entre los indos, personas de ascendencia mixta holandesa e indonesia en las antiguas Indias Orientales Neerlandesas. El idioma tiene influencias del neerlandés, y dependiendo de la región, del javanés, el malayo, el sundanés o el betawi. Actualmente sus hablantes habitan principalmente en Indonesia y los Países Bajos.
Se espera que el idioma se extinga gradualmente a finales del siglo XXI, debido al cambio de los indios hacia el indonesio en Indonesia y el holandés en los Países Bajos.